# Karen Horney
Karen Horney (/ˈhɔːrnaɪ/; Blankenese, 16 de setembro de 1885 – Nova Iorque, 4 de dezembro de 1952) foi uma psicanalista alemã que trabalhou nos Estados Unidos nos  últimos anos de sua carreira. Suas teorias questionavam algumas visões tradicionais  freudianas, especialmente as suas teorias acerca da sexualidade e da orientação instintiva da  psicanálise. A ela é creditada a criação da psicologia feminista em resposta a teoria de Freud da inveja do pênis. Ela discordava de Freud sobre as diferenças inerentes à psicologia de homens e mulheres, e as atribuía a diferenças sociais e culturais e não à biologia. Por esse motivo, ela é muitas vezes classificada como neo-freudiana.

## Primeiros anos
Karen Horney, batizada Karen Danielsen, nasceu em 16 de setembro de 1885 em Blankenese, Alemanha, perto de Hamburgo. Seu pai, Berndt Wackels Danielsen (1836–1910), era capitão de um barco, um tradicional devoto do pensamento patriarcal (seus filhos o apelidaram de "atirador de Bíblias", pois de fato ele fazia isso.
Sua mãe, Clotilde, née van Ronzelen (1853–1911), conhecida como "Sonni", era muito diferente, sendo muito mais "mente aberta" do que Berndt.[notes 1] Seu irmão mais velho também se chamava Berndt, e Karen se importava bastante com ele. Ela também tinha quatro meio-irmãos mais velhos do casamento anterior do seu pai.[notes 2]
De acordo com os seus diários de adolescente, o pai de Horney era "uma cruel figura disciplinatória", que tinha muito mais estima por seu filho Berndt do que por ela. Ao invés de se sentir ofendido ou indignado pela percepção de Karen sobre ele, o seu pai trazia a ela presentes de países distantes. Apesar disso, Karen sempre se sentiu privada da afeição do seu pai, e se tornou muito ligada à sua mãe.[notes 3] Em 1904, a mãe de Horney deixou o seu pai (sem divorciar-se), levando seus filhos com ela.
Já com a idade de nove anos, Karen mudou sua perspectiva de vida, se tornando ambiciosa e de uma certa forma rebelde. Ela sentia que não podia se tornar bonita e, ao invés disso, decidiu investir suas energias nas suas qualidades intelectuais - apesar do fato de que ela era considerada bonita por muitos. Nessa época ela teve uma queda pelo seu irmão mais velho, que ficou constrangido com suas investidas, afastando-a. Ela sofreu seus primeiros episódios depressivos - um problema que iria atormentá-la pelo resto de sua vida.

## Educação
Contra a vontade de seus pais, Horney entrou em um curso de medicina em 1906. A Universidade de Freiburg era uma das primeiras instituições na Alemanha a aceitar mulheres em cursos de medicina - com a educação superior se tornando disponível às mulheres nesse país em 1900. Em 1908, Horney foi transferida para a Universidade de Göttingen, e seria transferida mais uma vez para a  Universidade de Berlim antes da sua graduação em 1913. Cursar várias universidades era comum na época para ganhar o ensino básico de medicina.
Foi durante o seu tempo como estudante de medicina que ela conheceu Oscar Horney, com quem se casou em 1909.

## Carreira e trabalhos
Em 1920, Horney assumiu um cargo no Instituto de Psicanálise em Berlim, onde ela lecionou por vários anos.
Em 1923, a empresa de Oskar Horney se tornou insolvente, e Oskar desenvolveu meningite logo em seguida. Oskar rapidamente tornou-se amargurado, rabugento e argumentativo. Foi também em 1923 que o irmão de Karen morreu de uma infecção pulmonar. Ambos eventos contribuíram para piorar o estado mental de Karen. Ela entrou em um segundo episódio depressivo; ela nadou para o mar durante uma viagem e considerou cometer suicídio.
Em 1926, Karen e suas três filhas saíram da casa de Oskar. Quatro anos mais tarde, elas se mudaram para os Estados Unidos, eventualmente se assentando no Brooklyn. O Brooklyn era lar de uma grande comunidade intelectual, devido, em parte, a um grande migração de judeus refugiados da Europa, particularmente Alemanha. Foi no Brooklyn que Karen se tornou amiga de acadêmicos como Erich Fromm e Harry Stack Sullivan, se envolvendo com um deles em uma relação intima, que terminou amargamente.
Horney rapidamente decidiu se tornar reconhecida. O seu primeiro cargo nos Estados Unidos foi como Diretora Associada do Instituto de Psicanálise de Chicago. Foi durante a época que vivia no Brooklyn que Horney desenvolveu suas teorias acerca de neuroses e personalidade, baseada em experiências que teve trabalhando com psicoterapia. Em 1937 ela publicou o livro The Neurotic Personality of Our Time (A Personalidade Neurótica do Nosso Tempo, tradução livre), que se tornou uma leitura popular. Em 1941, Horney era Deacano da American Institute of Psychoanalysis, uma instituição de treinamento para aqueles interessados na instituição da própria Horney, the Association for the Advancement of Psychoanalysis. Horney fundou essa organização depois de ficar insatisfeita com a natureza austera e ortodoxa da comunidade psicanalítica.
O desvio de Horney da psicologia Freudiana a levou a desistir do seu cargo, e logo começou a lecionar na faculdade de medicina de Nova York. Ela também fundou um periódico, chamado the American Journal of Psychoanalysis. Ela continuou lecionando na faculdade de medicina de Nova York e trabalhando como psiquiatra até a sua morte em 1952.

## Teoria da Neurose
Horney tinha uma perspectiva sobre a neurose diferente de outros psicanalistas da sua época. Seu expansivo interesse no assunto a levou a compilar uma detalhada teoria da neurose, com dados de seus pacientes. Horney acreditava que a neurose era um processo contínuo - com neuroses comumente ocorrendo esporadicamente na vida de alguém. Isso contrastava com as opiniões de seus contemporâneos que acreditavam que a neurose era, como outras doenças mentais severas, uma disfunção da mente em resposta à estímulos externos, como luto, divórcio ou experiências negativas durante a infância e adolescência.
Horney acreditava que esses estímulos eram menos importantes, exceto por influências durante a infância. Ao invés disso, ela deu ênfase significativa na indiferença parental pela criança, acreditando que a percepção infantil dos eventos, em contraste com as intenções dos pais, é a chave para entender a neurose de alguém. Por exemplo, uma criança pode sentir falta de carinho e afeição se um pai tirar sarro dos sentimentos dela. Um pai também pode ser negligente quanto à cumprir promessas, o que pode ter um efeito negativo no estado mental da criança.
Das suas experiências como psiquiatra, Horney nomeou dez tipos de necessidades neuróticas. Essas dez necessidades são baseados nas coisas que ela pensava que todos humanos precisam para ter êxito na vida. Horney alterou essas necessidades para o que ela pensava corresponder a neuroses individuais. Uma pessoa neurótica podia, teoricamente, exibir todas essas necessidades, embora um número bastante inferior seja necessário para uma pessoa poder ser considerada neurótica

### As dez necessidades neuróticas
As dez necessidades, conforme Horney, (classificadas de acordo com seus chamados mecanismos de enfrentamento) são as seguintes:
Ir em direção a outras pessoas
- 1. A necessidade de afeto e aprovação; agradar os outros e ser gostado por eles.
- 2. A necessidade de um parceiro; um que eles possam amar e que vá resolver todos problemas.

Ir contra outras pessoas
- 3. A necessidade de poder; a habilidade do convencimento e ganhar controle sobre os outros - enquanto a maioria das pessoas busca força, o neurótico pode estar desesperado por isso.
- 4. A necessidade de explorar outros; de tirar o melhor deles. Tornar-se manipulativo, alimentando a crença de que as pessoas estão ali simplesmente para serem usadas.
- 5. A necessidade de reconhecimento social; prestígio e destaque.
- 6. A necessidade de admiração; por qualidades interiores e exteriores - a serem valorizadas.
- 7. A necessidade de realizações pessoais; embora virtualmente todas pessoas desejem ser realizadas, como no no. 3, o neurótico pode estar desesperado por conquistas pessoais.

Afastar-se de outras pessoas
- 8. A necessidade de autossuficiência e independência; enquanto a maioria das pessoas deseja alguma autonomia, o neurótico pode simplesmente desejar descartar outros indivíduos completamente.
- 9. A necessidade de perfeição; enquanto muitos buscam aperfeiçoar suas vidas na forma de bem-estar, o neurótico pode apresentar um medo de ter pequenas imperfeições.
- 10. Por fim, a necessidade de restringir práticas da sua vida em limites bastante rígidos; ter a vida mais discreta possível.

## Narcisismo
Horney via o narcismo de maneira bastante distinta de Freud, Kohut e outros teóricos da psicanálise mainstream pois não acreditava  mas via a personalidade narcísica como produto de um tipo de ambiente precoce agindo em um certo tipo de temperamento. Para ela, as necessidades e tendências narcísicas não são inerentes à natureza humana.
O Narcisismo, segundo ela, é diferente dos outros mecanismos de defesa, pois não é compensatório. A auto-idealização é compensatória na sua teoria, mas difere do narcisismo. Todas estratégias de defesa envolvem a auto-idealização, mas a solução narcísica tende a ser produto de indulgência e não de privação. A autoestima do narcisista, no entanto, não é forte, pois não se baseia em realizações genuínas.

## Neo-Freudianismo
Horney, junto com o colega psicanalista Alfred Adler, formaram a escola Neo-Freudiana.
Horney reconhecia o trabalho de Freud e concordava com ele em muitos aspectos, porém criticava-o em uma série de pontos chave. Como muitos que se opunham a Freud, Horney acreditava que sexo e agressão não são os constituintes primários que determinam a personalidade. Horney e Adler acreditavam que haviam influências maiores na personalidade através de ocorrencias sociais na infância, e não apenas desejos sexuais reprimidos. Os dois focaram em como a mente consciente tem um papel na personalidade humana, e não somente na regressão subconsciente. Também a ideia freudiana de "inveja do pênis" em particular era objeto de criticismo em geral por parte de Horney. Na sua opinião, Freud tinha apenas se deparado com a inveja das mulheres do poder genérico e masculino no mundo. Horney aceitava que a inveja do pênis poderia ocorrer ocasionalmente em mulheres neuróticas, mas afirmava que a "inveja do útero" ocorria com a mesma frequência em homens: Horney acreditava que os homens tinham inveja da habilidade das mulheres de trazer uma criança ao mundo. O grau em que os homens são levados ao sucesso pode ser meramente um substituto para o fato de que eles não podem gestar, nutrir e parir. Horney também acreditava que os homens também tinham inveja das mulheres porque elas se encaixam na sua posição na sociedade simplesmente "existindo", enquanto os homens atingem sua masculinidade de acordo com sua habilidade de serem provedores e bem sucedidos.[carece de fontes?]
Horney também se incomodava com a tendência dos psiquiatras de pôr tanta ênfase no órgão sexual masculino. Horney também reformulou o complexo de Édipo, infestado de elementos sexuais, afirmando que se apegar demais a um dos genitores e ter ciúme do outro era simplesmente resultado da ansiedade, causada por algum problema no relacionamento entre a criança e seu pai/mãe.
Apesar das discrepâncias de sua opinião e a de Freud, Horney se empenhou para reformular o pensamento freudiano, apresentando uma visão holística e  humanística da psique individual, colocando bastante ênfase nas diferenças culturais e sociais ao redor do mundo.

## Mature theory

### Auto-realização
Perto do fim de sua carreira, Karen Horney sumarizou suas ideias na obra Neurosis and Human Growth: The Struggle Toward Self-Realization, seu maior trabalho, publicado em 1950. Nesse livro estão suas ideias acerca da neurose, esclarecendo as suas três "soluções" neuróticas para os estresses da vida. A solução era uma combinação tripartida de abordagens narcisisticas, perfecionistas e arrogante-vingativas para a vida. (Horney tinha previamente focado no conceito psiquiátrico de narcisismo em um livro publicado em 1939, New Ways in Psychoanalysis). Suas duas outras "soluções" neuróticas foram também um refinamento de suas análises anteriores: auto-apagamento, ou submissão para outros, resignação e não se ligar a outros. Ela descreveu casos de relações simbióticas entre indivíduos arrogante-vingativos e auto-apagadores, rotulando essa relação beirando o sadomasoquismo como dependência mórbida. Ela acreditava que indivíduos nas categorias neuróticas de narcisismo e resignação eram menos suscetíveis a ter relações de codependência com um neurótico arrogante-vingativo.
Enquanto não-neuróticos podem lutar por essas necessidades, neuróticos exibem um desejo muito mais profundo e concentrado de satisfazer essas necessidades.

### Teoria do self
Horney também compartilhava a visão de Abraham Maslow de que a auto-realização é algo que todas as pessoas buscam. Por "self" ela entendia a essência de um próprio ser e seu potencial. Horney acreditava que se nós tivermos uma percepção apropriada de nós mesmos, estaremos assim aptos a alcançar nosso potencial e  realizar o que desejamos, dentro dos limites do razoável. Ela acreditava que a auto-realização é o objetivo da pessoa saudável durante a vida - se opondo ao apego neurótico para com algumas necessidades chave.
De acordo com Horney nós podemos ter duas visões diferentes de nós mesmos: o "self real" e o "self ideal". O self real é quem e o que nós somos de fato. O self ideal é a pessoa que nós sentimos que deveríamos ser. O self real tem o potencial para o crescimento, felicidade, força de vontade, realizações, etc., mas também tem deficiências. O self ideal é um modelo usado para auxiliar o self real a desenvolver o seu potencial e atingir a auto-realização. Mas é importante saber as diferenças entre o nosso self real e ideal.
O self da pessoa neurótica está dividido entre o idealizado e o real. Como resultado, indivíduos neuróticos sentem que não vivem de acordo com o self ideal. Eles sentem que tem uma falha em comparação com o que eles "deveriam" ser. Seus objetivos não são realistas, ou sequer possíveis. O self real então se degenera tornando-se um "self desprezível" e a pessoa neurótica assume que esse é o seu self "verdadeiro. Assim, o neurótico é como um pêndulo de relógio, oscilando entre uma "perfeição" falaciosa e uma manifestação de ódio a si mesmo. Horney se referiu a este fenômeno como a "tirania do dever" e a desesperançosa "busca por glória" do neurótico. Ela concluiu que esses traços arraigados na psique evitam que o potencial do indivíduo um dia seja atingido, a não ser que o ciclo de neurose seja de algum modo quebrado, através de tratamento.

## Psicologia Feminista
Horney também foi pioneira na disciplina de psiquiatria feminista. Como uma das primeiras mulheres psiquiatras, ela foi a primeira mulher a apresentar uma publicação acerca do assunto. Os catorze trabalhos que ela escreveu entre 1922 e 1937 foram condensados em um único volume, intitulado Feminine Psychology (Psicologia Feminina). Como mulher, ela sentia que mapear as tendências de comportamento feminino eram um problema negligenciado. Em seu trabalho, intitulado "The Problem of Feminine Masochism" (O problema do masoquismo feminino), Horney sentiu que ela provava que culturas e sociedades ao redor do mundo encorajavam as mulheres a serem dependentes de homens para ter amor, prestígio, riqueza, cuidado e proteção. Ela apontou que na sociedade, um desejo de agradar, saciar e supervalorizar homens havia emergido. Mulheres eram tidas como objetos de charme e beleza - em discrepância com a necessidade de todos seres humanos de auto-realização.
Mulheres, de acordo com Horney, tradicionalmente são valorizadas somente através de seus filhos e família numerosa. Ela tocou esse assunto mais profundamente no seu artigo "The Distrust Between the Sexes" (A desconfiança entre os sexos), no qual comparou o relacionamento entre marido e esposa com um relacionamento entre pais e filhos - de desentendimentos que alimentam neuroses prejudiciais. Mais notavelmente, seu trabalho "The Problem of the Monogamous Ideal" (O problema do ideal monogâmico) falava sobre casamento, como seis de suas outras publicações. Seu artigo "Maternal Conflicts" (Conflitos maternos) tentava mostrar outra perspectiva dos problemas que mulheres enfrentam criando adolescentes.
Horney acreditava que tanto homens quanto mulheres tem o desejo de serem engenhosos e produtivos. Mulheres podem satisfazer essa necessidade normal e internamente - para fazer isso, elas engravidam e dão à luz. Homens satisfazem essa necessidade somente de maneiras externas; Horney sugeriu que os grandes avanços de homens no trabalho e em outros campos pode ser visto como uma forma de compensação para a sua incapacidade de dar à luz.
Horney desenvolveu suas ideias ao ponto de lançar um dos primeiros livros de "auto-ajuda", em 1946, intitulado Are You Considering Psychoanalysis?. Esse livro afirmava que aqueles, tanto homens quanto mulheres, com problemas neuróticos relativamente pequenos podiam, de fato, ser seus próprios psiquiatras. Ela continuamente afirmava que o auto-conhecimento fazia parte de se tornar um ser humano melhor, mais forte e mais rico.

## A clínica de Karen Horney
A Karen Horney Clinic (clínica de Karen Horney) abriu no dia 6 de maio de 1955 em Nova York, em homenagem aos feitos de Horney. A instituição busca realizar pesquisas e treinar profissionais da saúde, em especial dentro dos campos psiquiátricos, e também servir como centro de tratamento de baixo custo. A clínica tem testemunhado um aumento no número de pacientes não aptos à psicanálise por diversas razões. Esses pacientes são tratados com modalidades psicoterapêuticas como a psicoterapia solidária, e a psicoterapia psicanalítica, tendo como base as ideias de Horney.

## Trabalhos
Os seguintes ainda são impressos (títulos em inglês):
- Neurosis and Human Growth, Norton, New York, 1950. ISBN 0-393-00135-0
- Are You Considering Psychoanalysis? Norton, 1946. ISBN 0-393-00131-8
- Our Inner Conflicts, Norton, 1945. ISBN 0-393-00133-4
- Self-analysis, Norton, 1942. ISBN 0-393-00134-2
- New Ways in Psychoanalysis, Norton, 1939. ISBN 0-393-00132-6 (alternate link)
- The Neurotic Personality of our Time, Norton, 1937. ISBN 0-393-01012-0
- Feminine Psychology (reprints), Norton, 1922–37 1967. ISBN 0-393-00686-7
- The Collected Works of Karen Horney (2 vols.), Norton, 1950. ISBN 1-199-36635-8
- The Adolescent Diaries of Karen Horney, Basic Books, New York, 1980. ISBN 0-465-00055-X
- The Therapeutic Process: Essays and Lectures, ed. Bernard J. Paris, Yale University Press, New Haven, 1999. ISBN 0-300-07527-8
- The Unknown Karen Horney: Essays on Gender, Culture, and Psychoanalysis, ed. Bernard J. Paris, Yale University Press, New Haven, 2000. ISBN 0-300-08042-5
- Final Lectures, ed. Douglas H. Ingram, Norton, 1991.—128 p. ISBN 0-393-30755-7 ISBN 9780393307559

## Leia mais
- Carlson, N.R. & Heth, C.D. (2007). Psychology the science of behaviour. 4th ed. Upper Saddle River, New Jersey: Pearson Education, Inc., 459.
- DeMartino, R. (1991). Karen Horney, Daisetz T. Suzuki, and Zen Buddhism. The American Journal of Psychoanalysis, September, 51(3), 267-283.
- Kondo, A. (1961). The therapist-patient relationship in psychotherapy: On Horney’s school and Morita therapy. Seishin Bunseki Kenyu. (Japanese Journal of Psychoanalytic Research), (7), 30-35.
- LeVine, P. (1994).  Impressions of Karen Horney's final lectures. Australian Psychologist. 29 (1), 153-157.
- Paris, Bernard J. Karen Horney: a Psychoanalyst's Search for Self-understanding, Yale University Press, New Haven, 1994. ISBN 0-300-06860-3
- Quinn, Susan. Mind of Her Own: the Life of Karen Horney, Summit Books, New York, 1987. ISBN 0-201-15573-7
- Rubins, Jack L. Karen Horney: Gentle Rebel of Psychoanalysis, Summit Books, New York, 1978. ISBN 0-8037-4425-0
- Westkott, Marcia. The Feminist Legacy of Karen Horney, Yale University Press, New Haven, 1986. ISBN 0-300-04204-3
- Dr. C. George Boeree (Psychology Department, Shippensburg University) Personality Theories. KAREN HORNEY (HTML)
The same article in PDF format
- Lead Article: Health and Growth (The article is devoted to Karen Horney's Neurosis and Human Growth) // MANAS Journal Volume XXIII, 1970 No. 16 April 22.